# Abraham (Palicyn)
Abraham, nazwisko świeckie Palicyn (Авраамий Палицын; ur. ?, zm. 1626) – mnich prawosławny z klasztoru Troicko-Siergijewskiego w Siergijew Posadzie, pisarz, autor opowieści takich jak "Opowieść o oblężeniu klasztoru Troicko-Siergijewskiego przez Polaków i Litwę i o buntach, które później w Rosji nastąpiły".
Jego historia wiąże głównie z okresem wielkiej smuty w Rosji. Urodził się za czasów pierwszych carów, a zmarł, gdy rządy objęła dynastia Romanowów. Był towarzyszem podróży kniazia Pożarskiego, który chciał obronić Kreml przed najazdem Polaków.